# 岡田麻衣子
岡田 麻衣子（おかだ まいこ、1983年1月17日 - ）は、日本のアニメーションプロデューサー。WIT STUDIO所属。埼玉県出身。

## 経歴
デルタ・ピーク・プロダクションでアニメーターとして活動していたが、先輩や同期が次々と辞めていくのを見て、「仕事を続けたいアニメーターが辞めないような図式はどうしたらできるのか」と思うようになり、制作に転向する。
2003年、シンエイ動画に入社し、『ドラえもん』班に配属される。2005年のリニューアル後は『クレヨンしんちゃん』『あたしンち』の制作に異動するが、2008年に設定制作として『ドラえもん』班に復帰した。
2014年、『パロルのみらい島』で初めてのプロデューサーを務める。プロデューサーのみならず、岡田にとって初めてのオリジナル企画だった。当初は、劇場用に作った企画だったがお蔵入り。しかし、文化庁の若手アニメーター育成プロジェクト「アニメミライ」向けに短編で作り直すことになり、アニメミライで採択されることが決まった。アニメ監督の今井一暁は、このとき岡田がアニメ監督の道に誘った人物である。岡田によれば、技術的な成長という面では手応えがあったものの、チームとしては継続してアニメ制作をすることはできず、すぐに解散してしまった。この年には、プロデューサーを務めた映画『STAND BY ME ドラえもん』が公開された。
シンエイ動画を退社した後はWIT STUDIOに移籍する。2019年には『Hello WeGo!』で『パロルのみらい島』に続き2回目となる文化庁の若手アニメーター育成プロジェクト（あにめたまごに改称）に挑戦。前回の反省を踏まえ、継続的な作品作りを目標に掲げた。
その後も、『GREAT PRETENDER』、『王様ランキング』など、次々とプロデュース作品を世に送り出している。

## 作品

### テレビアニメ
シンエイ動画
- ドラえもん (1979年のテレビアニメ)（テレビ朝日）制作進行
- クレヨンしんちゃん（テレビ朝日）制作進行
- あたしンち（テレビ朝日）制作進行
- ふたつの胡桃（テレビ朝日）制作進行
- ドラえもん (2005年のテレビアニメ)（テレビ朝日）設定制作→制作デスク

2016年
- 甲鉄城のカバネリ（WIT STUDIO、フジテレビ）アニメーションプロデューサー

2018年
- 恋は雨上がりのように（WIT STUDIO、フジテレビ）アニメーションプロデューサー

2020年
- GREAT PRETENDER（WIT STUDIO、フジテレビ）アニメーションプロデューサー

2021年
- 王様ランキング（WIT STUDIO、フジテレビ）プロデューサー兼アニメーションプロデューサー

2024年
- 真･侍伝 YAIBA（WIT STUDIO）アニメーションプロデューサー

### 劇場アニメ
2006年
- クレヨンしんちゃん 伝説を呼ぶ 踊れ!アミーゴ!（シンエイ動画、東宝）制作進行

2007年
- 映画ドラえもん のび太の新魔界大冒険〜7人の魔法使い〜（シンエイ動画、東宝）制作デスク

2008年
- 映画ドラえもん のび太と緑の巨人伝（シンエイ動画、東宝）制作進行

2014年
- パロルのみらい島（シンエイ動画、アニメミライ）プロデューサー
- 映画ドラえもん 新・のび太の大魔境 〜ペコと5人の探検隊〜（シンエイ動画、東宝）制作デスク
- STAND BY ME ドラえもん（シンエイ動画、東宝）プロデューサー

2015年
- 屍者の帝国（WIT STUDIO、東宝）アニメーションプロデューサー

2018年
- 劇場版ポケットモンスター みんなの物語（OLM・WIT STUDIO、東宝）制作担当

2019年
- Hello WeGo!（WIT STUDIO、あにめたまご）プロデューサー

### Webアニメ
2024年
- GREAT PRETENDER razbliuto（WIT STUDIO、DMM TV）アニメーションプロデューサー